# Дорошівська діброва
До́рошівська дібро́ва — ботанічна пам'ятка природи місцевого значення в Україні. Розташована в межах Заліщицької міської громади Чортківського району Тернопільської області, на південь від села Блищанка, в кв. 64, вид. 1 Заліщицького лісництва, у межах лісового урочища «Дорошів».
Площа — 18,5 га. Оголошена об'єктом природно-заповідного фонду рішенням виконкому Тернопільської обласної ради від 5 листопада 1981 року № 589. Перебуває у віданні ДЛГО «Тернопільліс».
Під охороною — ділянка дубових насадження 1-го бонітету віком 105 років. Цінна у наук., госп. та естет. значеннях.